# Amador (fictieve stad)
Amador is de hoofdstad van Amadicia in de fictieve fantasyserie Het Rad des Tijds, geschreven door Robert Jordan.
Amador is na de Trollok-oorlogen door mensen gebouwd, in tegenstelling tot andere hoofdsteden als Caemlin en Cairhien. Amador is een welvarende handelsstad en de brug voor kooplieden tussen Tarabon enerzijds en landen als Altara en Illian anderzijds.
Midden in Amador ligt de Burcht van het Licht, het hart van de macht van de Witmantels. Lange tijd had Pedron Niall vanuit deze burcht meer macht als koning Ailron van Amadicia. Inmiddels is de stad door de Seanchanen veroverd, en wordt de burcht van het Licht als vesting van de Seanchaanse macht gebruikt. De Witmantels zijn opgepakt en tot slavernij gedwongen.